# Внешние лагеря концентрационного лагеря Бухенвальд

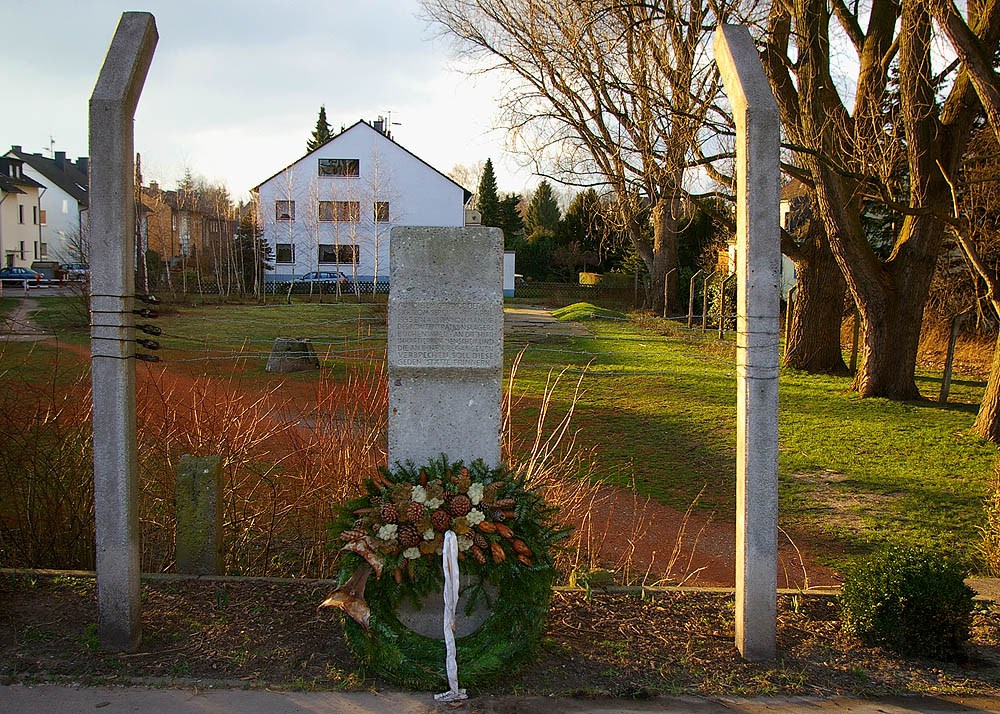
Обелиск жертвам концлагеря Виттен-Аннен (внешний лагерь Бухенвальда)

Список внешних лагерей концлагеря Бухенвальд даёт представление о существовании многочисленных «подсобных» лагерей Бухенвальда. Концентрационный лагерь Бухенвальд был одним из крупнейших концентрационных лагерей СС на немецкой земле. С июля 1937 по апрель 1945 размещался на горе Эттерс около Веймара и был преимущественно исправительно-трудовым лагерем (в отличие от лагерей смерти. Наибольшие внешние лагеря были прикреплены к определённому производству, при котором пленников усиленно эксплуатировали, и, частично, убивали.
Дополнительно к главному складу, появлялось время от времени множество внешних лагерей в различных местах, таких как особый лагерь Еловая Роща и Карантинный Пункт (Маленький лагерь вблизи Веймара). В марте 1944 года управление СС увеличило число внешних лагерей на 22 концентрационных лагеря, которыми управляли отсюда в рамках военного производства. В течение последних месяцев войны, существовало множество мелких лагерей, как промежуточные этапы накануне приближения обозримого конца войны. Сегодня оценить довольно сложно, где и в какой фазе находился тот или иной лагерь — на длительный ли срок, или только как этапный, при отходе перед приближением войск противника.

## Список концентрационных лагерей
В нумерации лагерей использована нумерация по Зигурдсзону (нем. Sigurdsson), смотри сноску.
- Концлагерь Антон (нем. Anton), Абтерода (нем. Abteroda)
- Концлагерь Абтнаундорф (нем. Abtnaundorf) смотри Лейпциг
- Концлагерь HASAG-Альтенбург (нем. Altenburg) (HASAG — немецкий концерн вооружений «Hugo Schneider AG». Кодовое название «B»), 2 август 1944 — ??.??.1945
- Концлагерь Аннабург (нем. Annaburg), 8 января 1945 — 16 март 1945
- Концлагерь Апольда (нем. Apolda)
- Концлагерь Арользен (нем. Arolsen, сейчас Бад-Арользен — Bad Arolsen); Кодовое название «Артур» (нем."Arthur"), 14 ноября 1943 — 29 марта 1945
- Концлагерь Ашерслебен (нем. Aschersleben) (Кодовое название «AL»), 15 августа 1944 — 10 апреля 1945
- Концлагерь Танненвальд (нем. Tannenwald), Бад-Хомбург-Дорнхольцхаузен (нем. Bad Homburg-Dornholzhausen)
- Концлагерь Бенсберг (нем. Bensberg), Замок; с целью расширения Национал-политических учебно-воспитательных заведений (сокр. нем. NPEA — Napola) (с 1944 в Хардеаузене — нем. Hardehausen)
- Концлагерь Берга (Эльстер) (нем. Berga/Elster) («Schwalbe V» — Кодовое название «S»), также СС-строительный штаб и Берга-Кельбра (нем. Berga-Kelbra)
- Концлагерь Берта (нем. Berta) смотри Дюссельдорф (нем. Düsseldorf)
- Концлагерь Биркхан-Мётцлих (нем. Birkhahn-Mötzlich), Галле (нем. Halle, принудительный труд при авиазаводе Siebel)
- Концлагерь Бохум (нем. Bochum) в Бохумском союзе (нем. Bochumer Verein — Концерн в горнодобывающей промышленности)
- Концлагерь Колдиц (нем. Colditz), («HASAG-Colditz», «Colditz» — Кодовое название «C»)
- Концлагерь Дора или Дора-Миттельбау (нем. Dora-Mittelbau), с 28 августа 1943 до осени 1944 как дополнительный лагерь (Дора относится к литере «D») — позже как самостоятельный лагерь Миттельбау (нем. Mittelbau) (после разрушения лаборатории армии Пеенемюнде (нем. Peenemünde) был перестроен. Объект в Конштейн (нем. Kohnstein), (Нордхаузен в Тюрингии — нем. Nordhausen), был самой большой подземной фабрикой по производству вооружения во Второй мировой войне. На заводе, прежде всего, производилось «оружие возмездия-2» V2 — нем. Vergeltungswaffe-2).
- Концлагерь Дорнбург[нем.], номер лагеря: 239, 21 марта 1945 — 10 апреля 1945
- В Дортмунде (нем. Dortmund), на территории Дортмундского союза (союз предприятий горнодобывающей промышленности, чёрной металлургии и стальной индустрии) на улице Гукарде (нем. Huckarder), д. 111, имелось откомандированное от концентрационного лагеря Бухенвальд отделение, с октября в 1944 по март 1945 года при заводе Vereinigten Stahlwerke AG[нем.]. Там проживали 745 женщин в здании, связанном подземным туннелем со снарядным заводом на Рейнской улице. У дома были обнесённые решёткой окна, но колючими проволочными заборами, внешними дверями закрыт не был.
- Концлагерь Дудерштадт (нем. Duderstadt), номер лагеря: 241
- Концлагерь Дюссельдорф-Лохаузен, Дюссельдорф (нем. Düsseldorf), номер лагеря: 246
- Дополнительный концлагерь в Дюссельдорфе
- Концлагерь Эмиль (нем. Emil), Фёкла (нем. Thekla) (Кодовое название «E»), 11 апреля 1943 — 10 апреля 1945
- Концлагерь Эмма (нем. Emma), на заводе BMW Эйзенаха (нем. Eisenach)
- Концлагерь Эшерсхаузен (нем. Eschershausen) (Кодовое название «Камень» -нем."Stein"), с 14 сентября 1944 по 3 апреля 1945
- Концлагерь Газель (нем. Gazelle), Веферлинген (нем. Weferlingen) и соответственно Вальбек Walbeck (район Бёрде — нем. Börde)
- Концлагерь Гельзенберг в Гельзенкирхен-Хорст
- Концлагерь Гёттинген (нем. Göttingen), номер лагеря: 256
- Концлагерь Гослар (нем. Goslar, номер лагеря: 255
- Концлагерь Хадмерслебен (нем. Hadmersleben) («Ханс», «Hans», «AGO» — Кодовое название «Hs»), 13 марта 1944 — 10 апреля 1945
- Концлагерь Галле (нем. Halle) (авиазаводы «Siebel»- Кодовое название «Ha»)
- Концлагерь Завод Юнкерс Хальберштадт (нем. Junkers-Werke), Хальберштадт (нем. Halberstadt) («Juha» — Кодовое название «Jh», «Hb»), август 1944 — 11 апреля 1944
- Концлагерь Хользен (нем. Holzen) (bei Eschershausen), (Кодовое название «Щука» — «Hecht»), с 14 сентября 1944 по 3 апреля 1945
- Концлагерь Лангензальца (нем. Langensalza), Бад-Лангензальца (нем. Bad Langensalza), декабрь 1943 — апрель 1945
- Концлагерь Лангенштейн-Звиберг (нем. Langenstein-Zwieberge), Лангенштайн, сегодня район Гарц (нем. Harz) («Malachyt», «Maifisch» — Кодовое название «BII», «Z», «Mfs»), 21 апреля 1944 — 11 апреля 1945
- Концлагерь Лаура (нем. Laura), Леэстен (нем. Lehesten)
- Концлагерь Лейпциг (нем. Leipzig) (следующий внешний лагерь, лагерь для пригнанных на принудительные работы)
- Концлагерь Лимбах[нем.]; Шахта Зальцунген 1 (нем. Salzungen)
- Концлагерь Леопард (нем. Leopard), Плёмниц (нем. Plömnitz) (Кодовое название «Leau»)
- Концлагерь Леопольдшал (нем. Leopoldshall) 28 декабря 1944 — 11 апреля 1945
- Концлагерь Лихтенбург, номер лагеря: 283
- Концлагерь Липпштадт в Липпштадт (нем. Lippstadt), 1944/45
- Концентрационные лагеря Марта и Марта II (нем. Martha и Martha II) (для буквы «M»), Мюльхаузен/Тюрингия (нем. Mühlhausen)
- Концлагерь Магда (нем. Magda), Магдебург-Ротенсее (нем. Magdeburg-Rothensee), BRABAG — Завод концлагеря Миттельбау смотри концлагерь Дора
- Концлагерь Нидерхаген (нем. Niederhagen или Вевельсбург Wewelsburg), Вевельсбург (нем. Wewelsburg), Крейс Kreis Падерборн Paderborn. С 1 мая 1943 по 2 апреля 1945 (перед этим другие распределения).
- Концлагерь Нидероршел (нем. Niederorschel) (Кодовое название «No»)
- Концлагерь Оберндорф (нем. Oberndorf), Оберндорф-на-Неккаре (нем. Oberndorf am Neckar). Лагерь для пригнанных на принудительные работы Ордруф (нем. Ohrdruf), Ордруф (известен также как «Kriegsgef-лагерь»)
- Концлагерь Рагун (нем. Raguhn)
- Концлагерь Шлибен (нем. Schlieben при Kolochau), Лагерь номер 307
- Концлагерь Завод Юнкерс Шёнебек (нем. Junkers-Werke Schönebeck), «Julius» или Шёнебек I (нем. Schönebeck I в Шёнебек (Эльба) (нем. Schönebeck) (Кодовое название «Ju», «Sch»), 19 марта 1943 — 11 апреля 1945
- Концлагерь Шёнебек (нем. NARAG Schönebeck, Шёнебек II Schönebeck II), Шёнебек (Эльба) (нем. Schönebeck) («Dromeda»)
- Концлагерь Шверте (нем. Schwerte) в железнодорожном ремонтном предприятии Шверте-Ост (нем. Schwerte-Ost)
- Концлагерь Зольштедт (нем. Sollstedt)
- Концлагерь Штасфурт (нем. Staßfurt («Reh»)), 15 сентября 1944 — 11 апреля 1945
- Концлагерь Танненвальде (нем. Tannenwald), смотри Бад-Гомбург Bad Homburg
- Концлагерь Ванслебен (нем. Wansleben), («Вильгельм», «Бобр II» — Кодовое название «Wi», «Bbr» и «Mf»), апрель 1944 — 10 апреля 1945
- Концлагерь Вернигероде (нем. Wernigerode)
- Концлагерь Вестерегельн (нем. Westeregeln) («Крот» — нем. «Maulwurf», — Кодовое название «Mw»), 17 октября 1944 — 4 апреля 1945
- Концлагерь Вевельсбург (нем. Wewelsburg) смотри Нидерхаген (нем. Niederhagen)
- Концлагерь Виттен-Аннен (нем. Witten-Annen)
- Строительная бригада СС — IV, Вупперталь (нем. Wuppertal)
- Строительный поезд CC: 2-й строительный поезд СС был с сентября по октябрь 1944 предназначался для уборки мусора и ремонта железнодорожных путей в Карлсруэ (нем. Karlsruhe); орган управления: « Учреждение C» SS-WVHA; примерно 500 арестантов. Арестанты были размещены в товарном вагоне. Приблизительно 10 октября 1944 внешний лагерь подчинялся концентрационному лагерю Бухенвальду, затем переименовывался несколько раз назад в «7-ю бригада по строительству железных дорог СС» и переносился в Штутгарт (нем. Stuttgart).
- Особый лагерь Еловая Роща (нем. Fichtenhain): Снаружи простой, огороженный лагерь, внутри — окруженная, закрытая территория СС. В 1942/43 тут была построена группа «изоляторов» для знаменитых пленников. В числе арестованных — Рудольф Брейтшейд, принцесса Мафальда фон Савойи и Фриц Тиссен. После покушения на Гитлера 20 июля 1944, здесь также содержались обвиняемые и подозреваемые офицеры и политики, а также их семьи. (Не путать с SS-Falknerhaus или SS-Falkenhof !)

## Хронология событий
Ниже приводится краткая хронологическая последовательность событий внешних лагерей, связанных с концентрационным лагерем Бухенвальд,
- 1942 год
  - Февраль: Завод Вильгельма Густлоффа в Веймаре (нем. Weimar Gustloffwerke), первое откомандирование на предприятие вооружения. (это означало, что арестантов закрывают на главном складе и «передают» СС для работ)
- 1943 год
  - При заводе машин в Эрле (нем. Erla Maschinenwerk GmbH) в Лейпциге, при авиазаводах Юнкерс (заводы Юнкерс по производству самолётов и двигателей) в Шёнебеке и на заводах в долине Рау, в Вернигероде создаются большие внешние лагеря.
  - Май: Членов французского правительства, в том числе предшествующих премьер-министров Эдуарда Даладье, Пауля Реинауда и Леона Блума, интернируют в «SS-Falkenhof».
- 1945 год несколько маршей смерти
  - из Бухенвальда (концлагерь Флоссенбюрг нем. KZ Flossenbürg) в Дахау (4 апреля — 1 мая 1945 года в двух колоннах)
  - из внешнего лагеря концлагеря Бухенвальд в Рослебен (нем. Roßleben), Небра
  - из откомандированного от Бухенвальда  Берга в Ноймарк, Фальбах вслед за Терезинштадт и Манетин вблизи города Пльзеня